# توربين رام هوائي

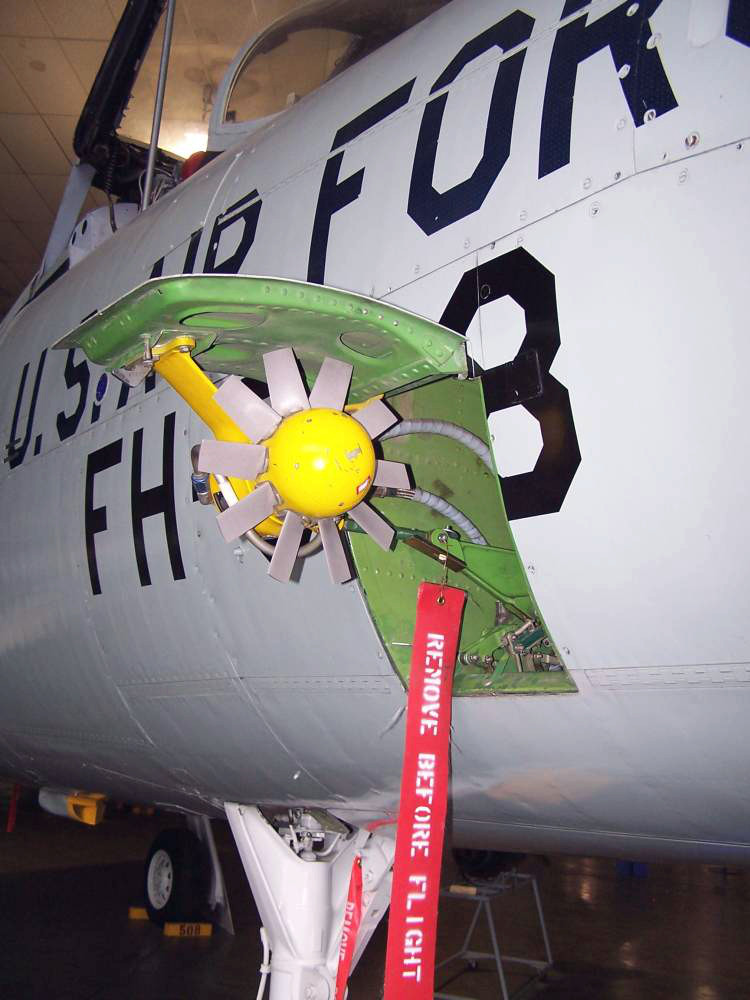
توربين رام هوائي على قاذفة قاذفة مقاتلة من طراز ريببلك إف-105 ثاندرتشيف

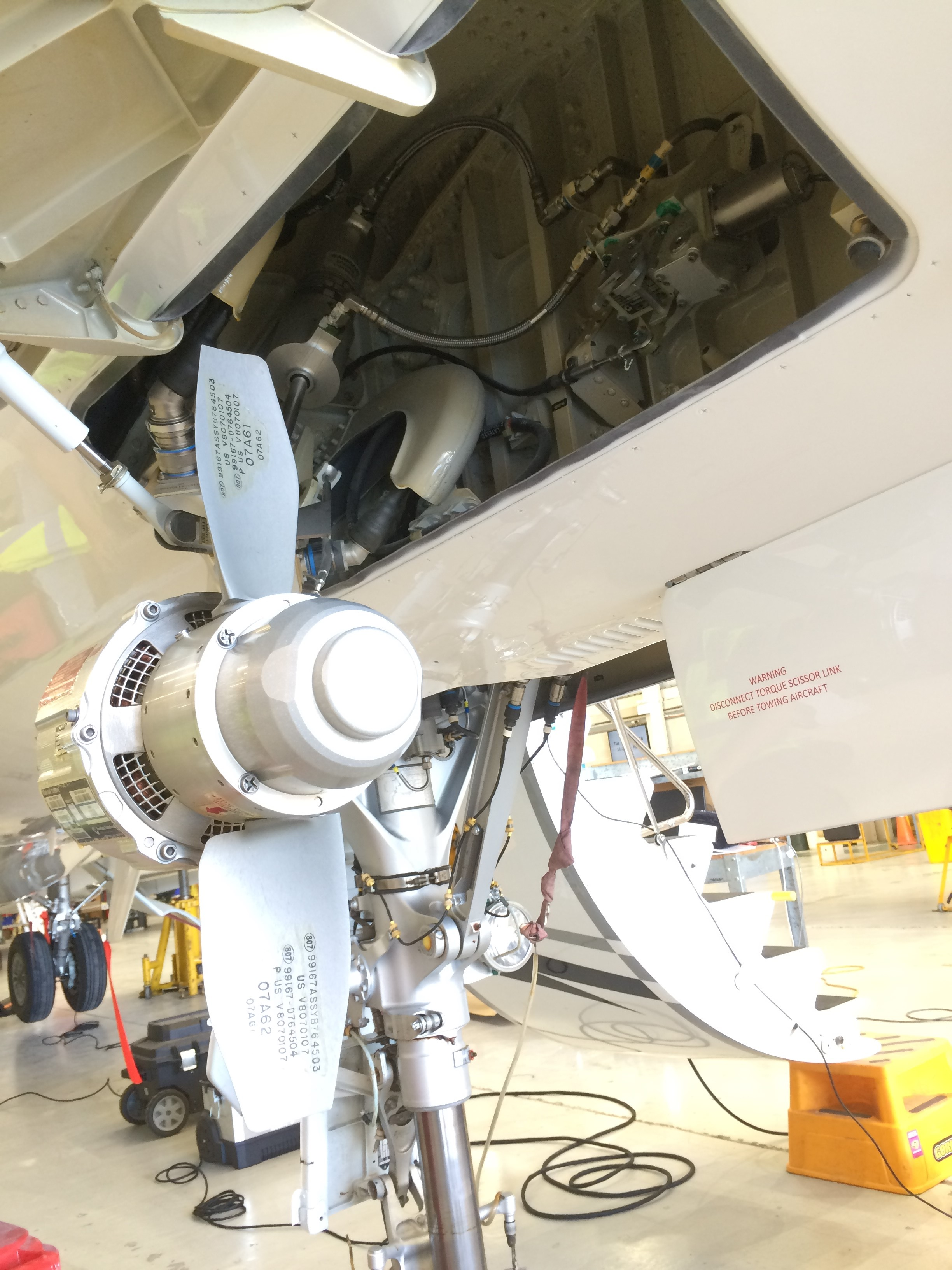
توربينات رام الهوائية على متن طائرة رجال الأعمال داسو فالكون 7 إكس

توربين رام هوائي (ram air turbine) المعروف اختصاراً بـ «رات» (RAT) هي توربين رياح صغير متصل بمضخة هيدروليكية أو مولد كهربائي مركب في طائرة ويستخدم كمصدر للطاقة. يولد «رات» الطاقة من تيار الهواء بواسطة ضغط الدفع بسبب سرعة الطائرة.

## التشغيل
بشكل عام، فأن الطائرات الحديثة تستخدم «رات» فقط في حالات الطوارئ. في حالة فقدان كل من مصادر الطاقة الأولية والمساعدة، فإن «رات» ستعمل على تشغيل الأنظمة الحيوية (أدوات التحكم في الرحلة، والمكونات الهيدروليكية المرتبطة وكذلك أجهزة الطيران الحرجة). تنتج بعض «رات» طاقة هيدروليكية فقط، والتي تُستخدم بدورها لتشغيل المولدات الكهربائية.

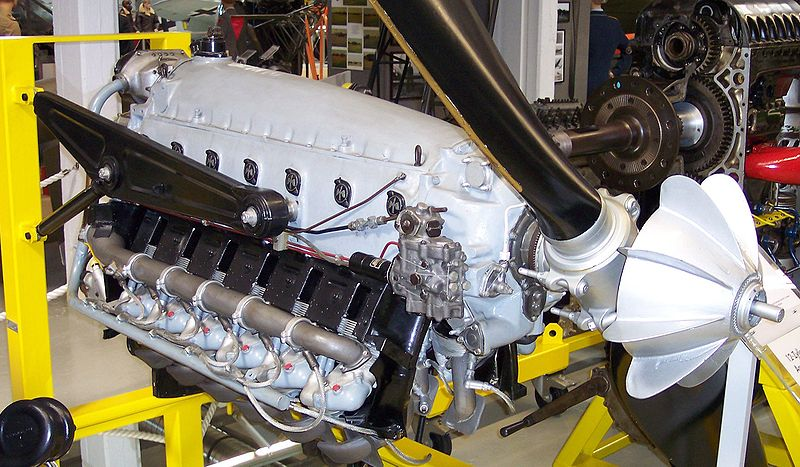
محرك آرغوس إيه إس 410 والمروحة الدوارة

في بعض الطائرات المبكرة (بما في ذلك المناطيد)، تم تركيب وتشغيل مولدات كهربائية صغيرة أو مضخة وقود بشكل دائم. استخدمت بعض المراوح ذات السرعة الثابتة، مثل محركات آرغوس إيه إس 410 المستخدمة في فوكه وولف فو 189، توربينًا على الدوار لتشغيل حاكم خطوة مستقل يتحكم في هذه السرعة الثابتة.
تولد الطائرات الحديثة الطاقة في المحركات الرئيسية أو محرك توربيني إضافي يحرق الوقود يسمى وحدة الطاقة الإضافية، والتي غالبًا ما يتم تثبيتها في الجزء الخلفي من جسم الطائرة أو في بئر العجلة الرئيسية. يولد «رات» الطاقة من تيار الهواء بسبب سرعة الطائرة. إذا كانت سرعات الطائرات منخفضة، فإن «رات» ستنتج طاقة أقل. في الظروف العادية، يتم سحب «رات» إلى جسم الطائرة (أو الجناح)، ويتم نشرها يدويًا أو تلقائيًا بعد الفقد الكامل للطاقة. في الفترة الفاصلة بين فقد الطاقة ونشر «رات»، يتم استخدام البطاريات.

## الاستخدام العسكري

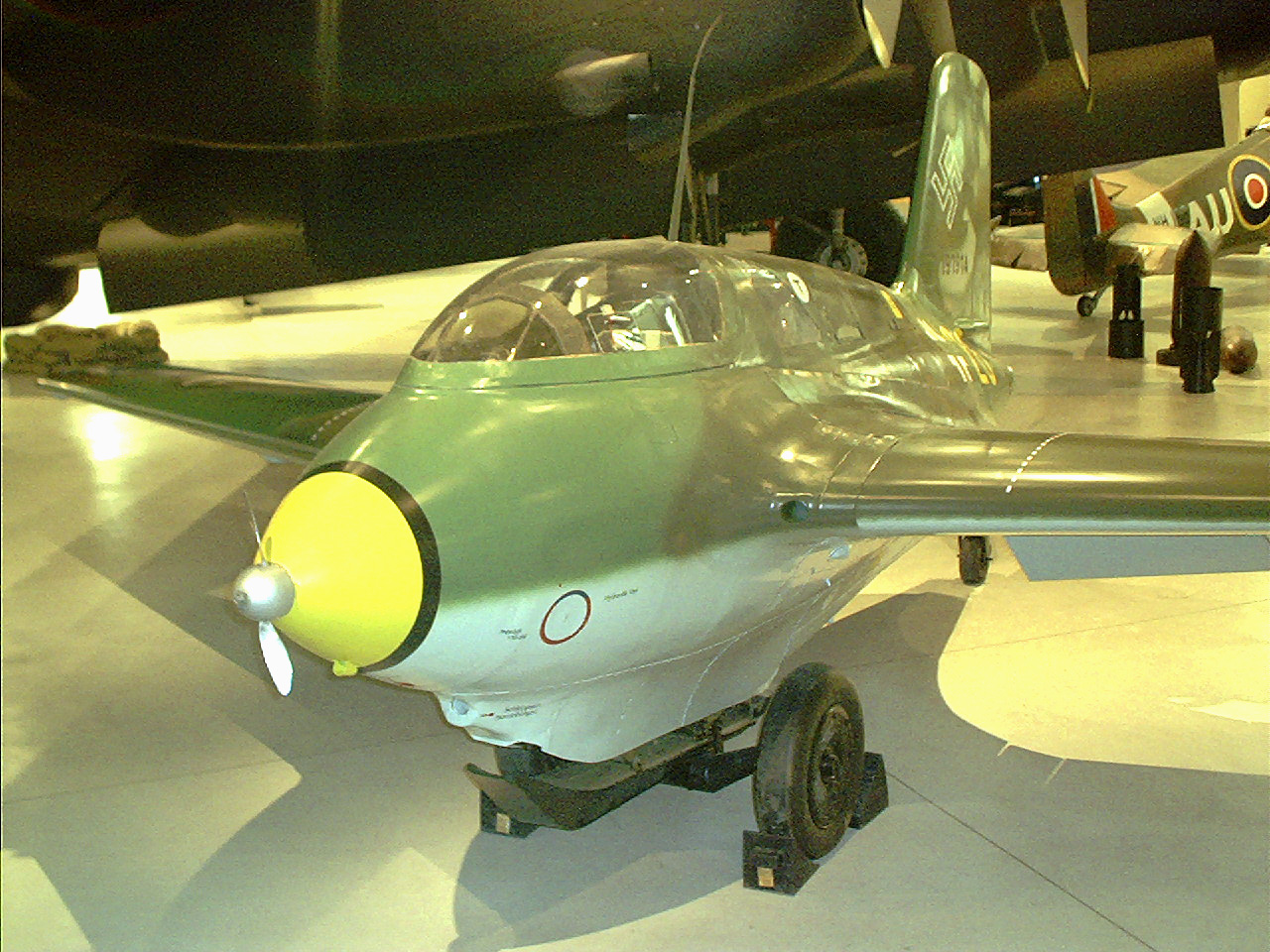
يعرض فيلم Messerschmitt Me 163B Komet توربينه الهوائي المثبت على الأنف

«رات» شائعة في الطائرات العسكرية التي يجب أن تكون قادرة على النجاة من فقدان الطاقة المفاجئ والكامل.
في الاستخدامات العسكرية الأخرى، يمكن تشغيل الأنظمة المجهزة بجراب مثل مدفع إم-61 إيه1 فولكان أو الأجهزة الإلكترونية عالية الطاقة مثل نظام التشويش (AN / ALQ-99) بواسطة «رات» في التشغيل القياسي. يسمح ذلك بتثبيتها على نقطة صلبة قياسية، دون الحاجة إلى مصدر طاقة خاص بجراب. كما أن بعض الأسلحة النووية التي تسقط بحرية، مثل البريطانية "يلو صن" و "اللحية الحمراء"، تستخدم «رات» لتشغيل أجهزة قياس الارتفاع بالرادار ودوائر الإطلاق؛ كانت هذه بديلاً أكثر موثوقية للبطاريات.

## الاستخدام المدني
تم تجهيز العديد من الأنواع الحديثة من الطائرات التجارية، من فيكرز في سي 10 في الستينيات، بأجهزة «رات». تم اختيار توربين هوائي يعمل على تشغيل مولد كهربائي لمحرك VC10 نظرًا لاستخدامه لعناصر تحكم طيران «معبأة» تعمل بالطاقة هيدروليكيًا، بدلاً من نظام هيدروليكي مركزي. تم تزويد كل وحدة من وحدات الحزم الفردية الخاصة بمحرك في سي 10 بالطاقة الكهربية، ولذا فقد اعتمد التكرار الطارئ لـ في سي 10 على مولدات رباعية ومولد «رات» احتياطي في وقت كانت فيه معظم أجهزة «رات» تقود المضخات الهيدروليكية.
تمتلك طائرة إيرباص إيه 380 أكبر «رات» في العالم حيث يبلغ قطره 1.63 متر (64 بوصة)، ولكن حوالي 80 سنتيمتر (31 بوصة) أكثر شيوعًا. يمكن أن تكون «رات» كبيرة نموذجية على متن طائرة تجارية قادرة على إنتاج من 5 إلى 70 كيلو واط، حسب المولد. قد تولد النماذج الأصغر وسرعة الهواء المنخفضة 400 واط.

كما تم استخدام «رات» لتشغيل مضخات الطرد المركزي للضغط على أنظمة الرش على الطائرات التي تُستخدم كغبار للمحاصيل لتوصيل العوامل السائلة إلى أراضي المحاصيل. السبب الرئيسي لاختيار «رات» هو السلامة؛ يسمح استخدام «رات» في الولايات المتحدة للمحرك وأنظمة الطاقة المعتمدة من إدارة الطيران الفيدرالية (FAA) على الطائرة بالبقاء غير معدلة. ليست هناك حاجة لاستخدام قوة إقلاع المحرك لتشغيل المضخة، حيث يمكن وضع المضخة في مستوى منخفض أو أسفل السطح الخارجي لهيكل الطائرة، مما يبسط عملية التمديدات إلى حد كبير. نظرًا لكونها أدنى نقطة في التمديدات، فستحصل على تغذية بالجاذبية من خزانات الرش ولا تحتاج أبدًا إلى التحضير. في حالة تعطل المضخة الذي قد يؤدي إلى حدوث نوبة، لا يوجد أي تأثير على قدرة الطائرة أو أنظمتها على الطيران باستثناء حقيقة أن أنظمة الرش لا تعمل.

### حوادث مدنية تنطوي على نشر رات
تضمنت حوادث الطيران التالية نشر توربين رام الهوائي:
- 1983: رحلة الخطوط الجوية الكندية 143، والمعروفة أيضًا باسم حادثة قيملي قلايدر
- 1996: اختطاف رحلة الخطوط الجوية الإثيوبية رقم 961
- 2000: رحلة هاباغ لويد 3378
- 2001: رحلة طيران ترانسات رقم 236، والمعروفة أيضًا باسم حادثة Azores Glider
- 2004: رحلة طيران بيناكل رقم 3701
- 2009: رحلة الخطوط الجوية الأمريكية رقم 1549 [4]
- 2020: رحلة الخطوط الجوية الدولية الباكستانية 8303

## روابط خارجية
- Emirates A380 with active ram air turbine landing at Hamburg Finkenwerder على يوتيوب
- مسح حول استخدام التوربينات الهوائية في الطائرات / وقائع مؤتمر AIP> المجلد 1831، الإصدار 1 (2017) doi: 10.1063 / 1.4981189
- RATs طائرة الطوارئ - IEEE